# Beata Tyszkiewicz
Beata Maria Helena Tyszkiewicz (* 14. srpna 1938 Wilanów, Polsko) je polská herečka. Byla považována za sexuální symbol v Polsku. Byla porotce v pořadu Dancing with the Stars. Taniec z gwiazdami (2003-2017).

## Život
Byla ženou Andrzeje Wajdy (1967–1969). Má dvě dcery.[zdroj⁠?!]

## Filmografie
- Zemsta (1956) - režisér: Antoni Bohdziewicz
- Wspólny pokój (1959) - režisér: Wojciech Jerzy Has
- Zaduszki (1961) - režisér: Tadeusz Konwicki
- Samson (1961) - režisér: Andrzej Wajda
- Rękopis znaleziony w Saragossie (1964) - režisér: Wojciech Jerzy Has
- Popioły (1965) - režisér: Andrzej Wajda
- Lalka (1968) - režisér: Wojciech Jerzy Has
- Wszystko na sprzedaż (1968) - režisér: Andrzej Wajda
- Noce i dnie (1975) - režisér: Jerzy Antczak
- Kontrakt (1980) - režisér: Krzysztof Zanussi
- Sexmise (1983)- režisér: Juliusz Machulski

## Galerie

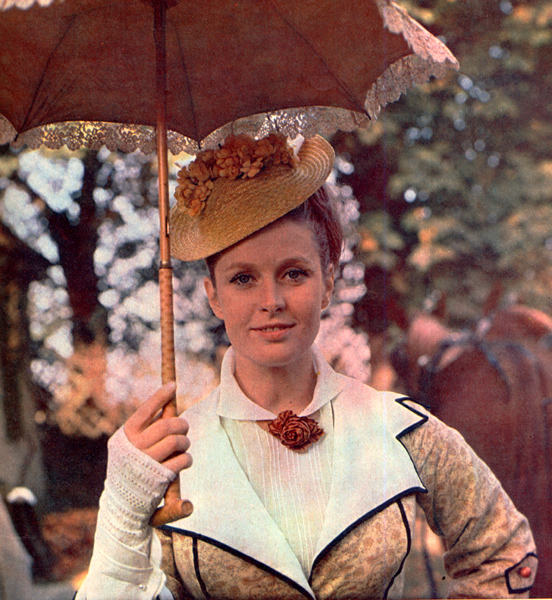
Beata Tyszkiewicz (1968)
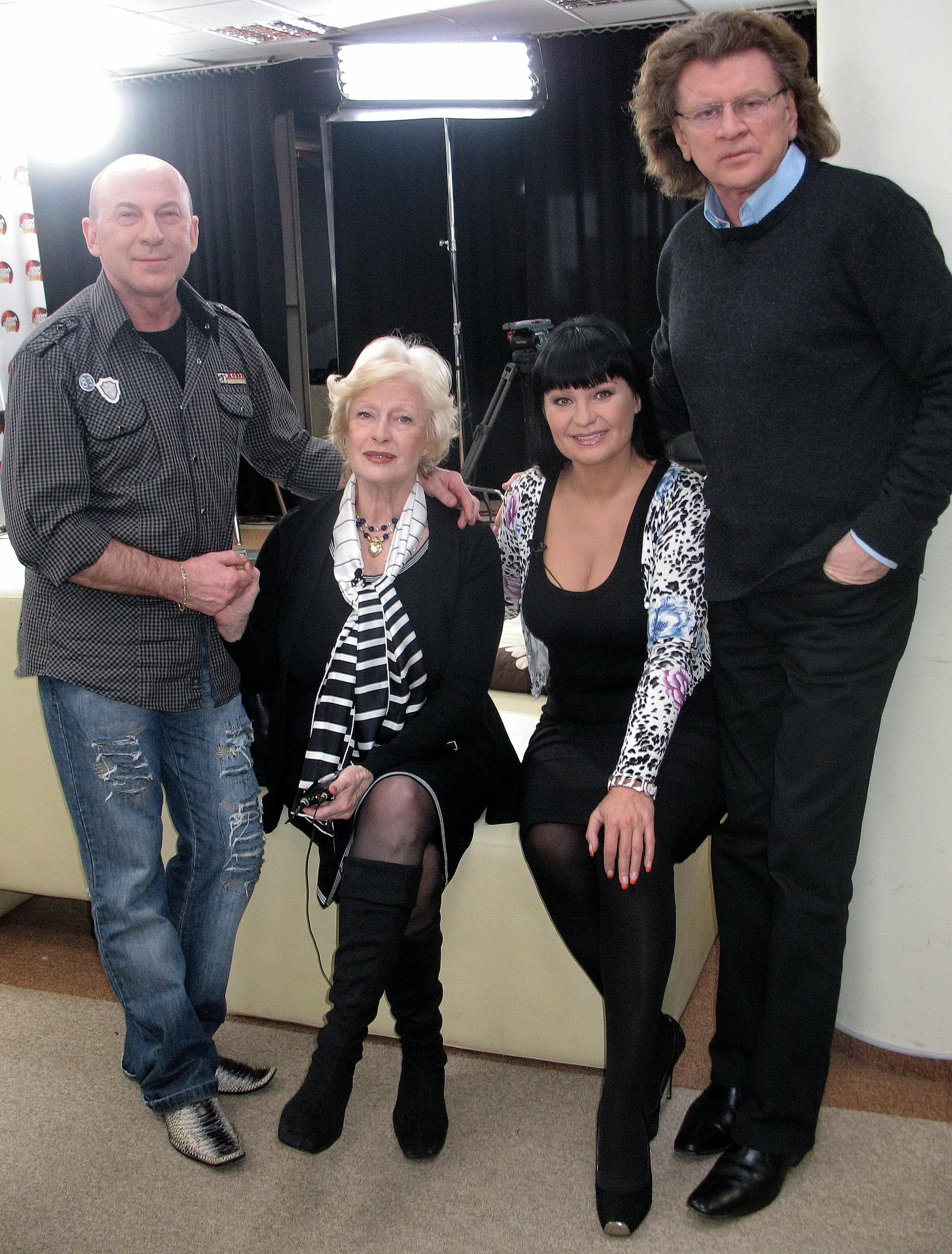
Beata Tyszkiewicz a další porotci (2010)
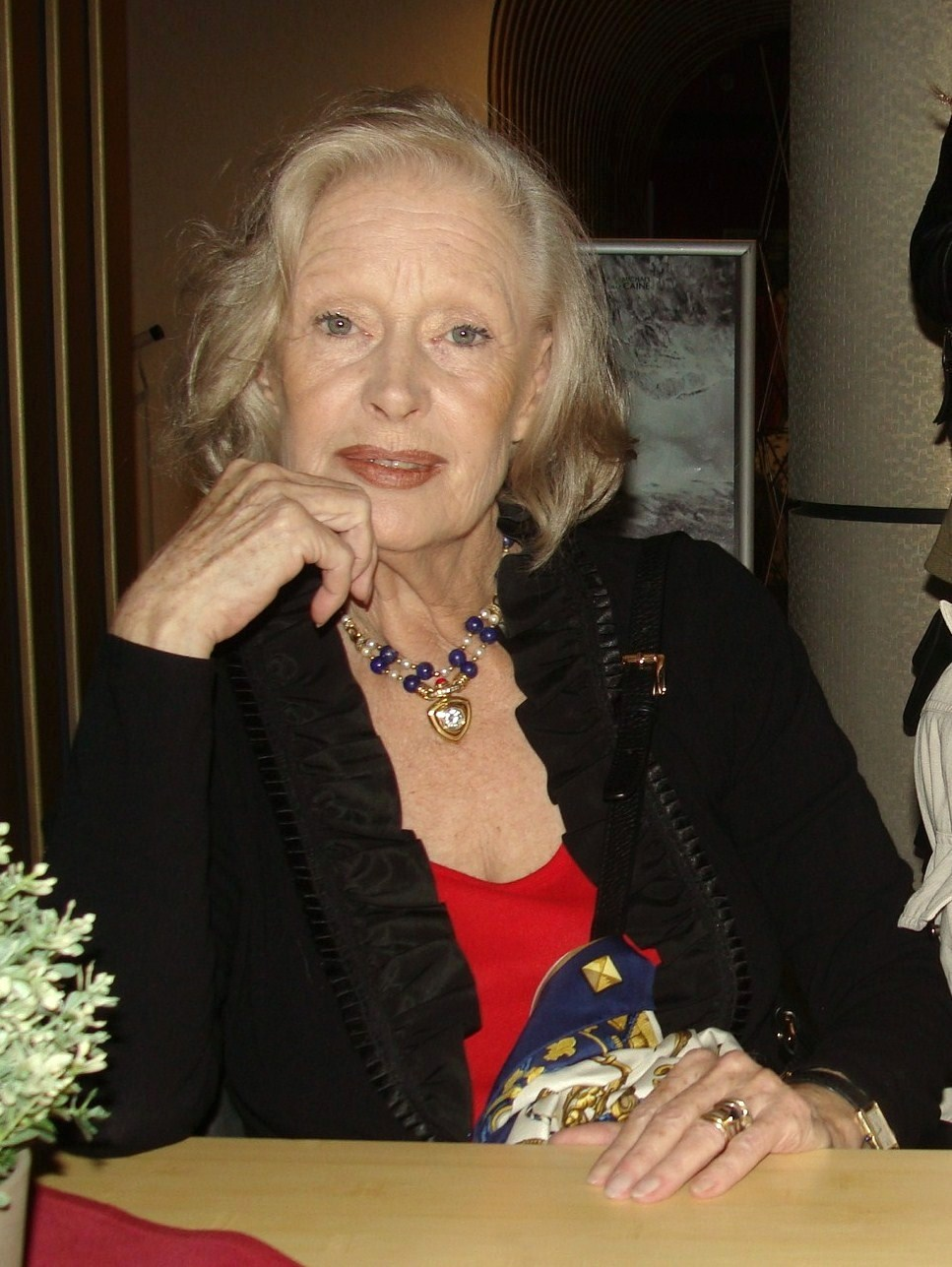
Beata Tyszkiewicz (2014)
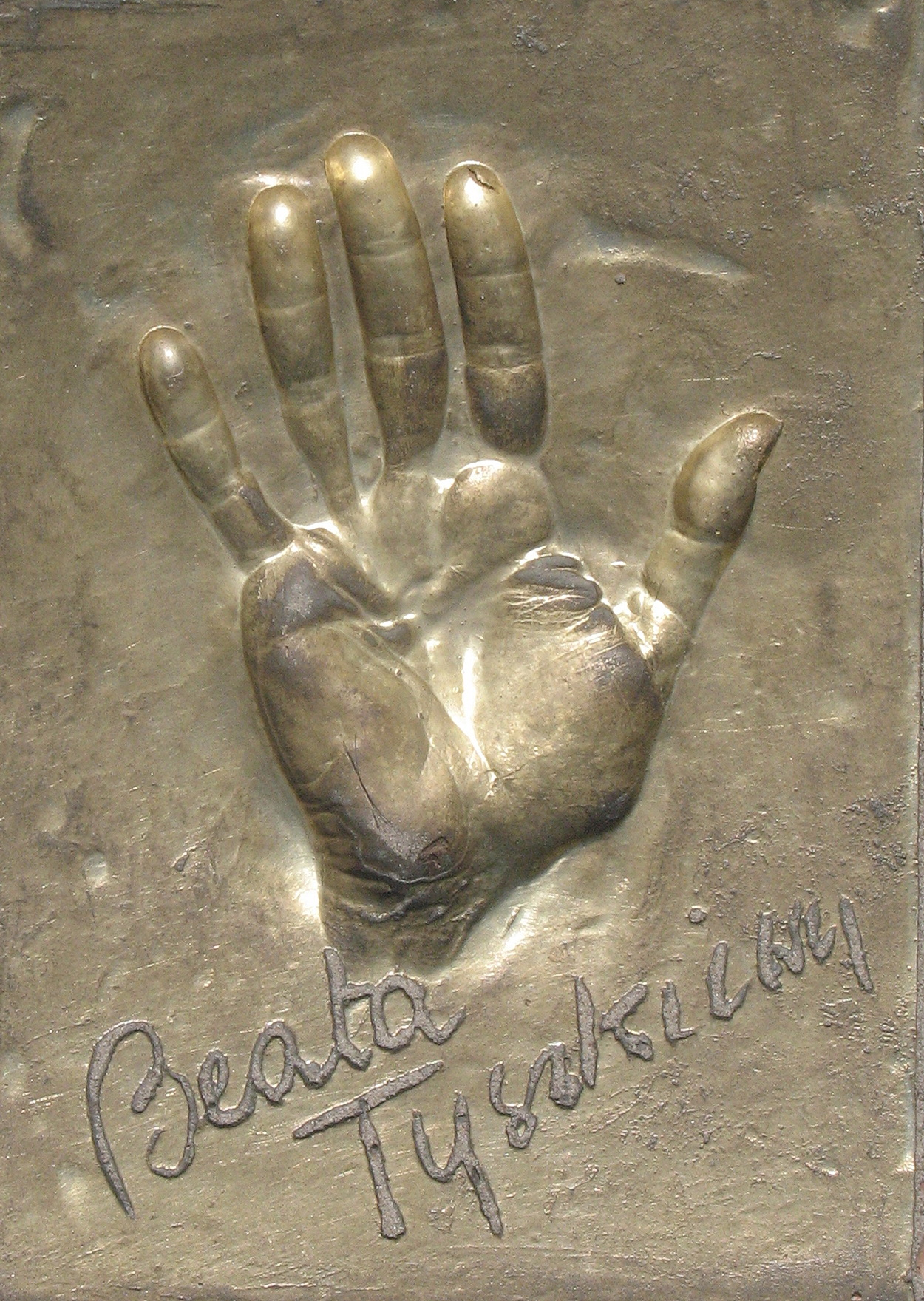
Beata Tyszkiewicz
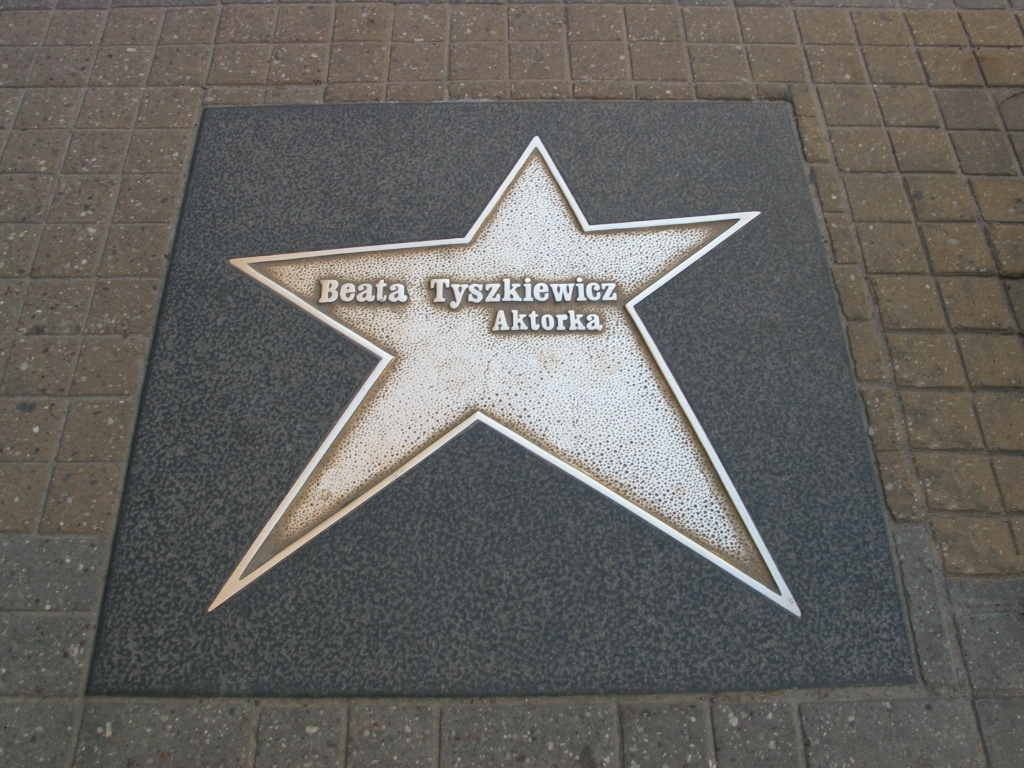
Beata Tyszkiewicz